# Jack the Giant Killer (Film)
Jack the Giant Killer ist ein US-amerikanischer Science-Fiction-Actionfilm aus dem Jahr 2013. Regie führte Mark Atkins, produziert wurde der Film von David Michael Latt für The Asylum.

## Handlung
Jack Krutchens lebt mit seiner Mutter Sharon und seinem Stiefvater Nigel zusammen in einer ländlichen Gegend Großbritanniens. Mit seiner Freundin Lisa bastelt er in seiner Scheune an einem großen, roboterhaften Kampfanzug. An Jacks 18. Geburtstag erhält er von Jess, der sich als Freund seines leiblichen Vaters vorstellt, ein kleines Päckchen überreicht. Seine Mutter und sein Stiefvater erzählen Jack daraufhin, dass sein leiblicher Vater Newald Krutchens vor seiner Geburt gemeinsam mit ihnen an neuen Möglichkeiten forschte, den Hunger der Welt zu besiegen. Dabei sei er eines Tages verschwunden, laut Jacks Mutter „nach oben“. Nach dieser Erkenntnis fährt Jack mit Lisa auf ein Feld, wo er das Päckchen öffnet, in dem er einige Riesenbohnen findet. Er wirft sie auf das Feld, da er keinen Nutzen darin erkennen kann.
Am nächsten Tag wird Jack auf das Feld gerufen, auf dem sich eine riesige Bohnenranke entwickelt hat. Als er sich der Ranke nähert, wird er von ihr erfasst und in die Höhe katapultiert. Jack findet sich in einer fremden Welt wieder, wo er kurz darauf von einem dinosaurierartigen Wesen angegriffen. Er kann sich auf ein fliegendes Schloss retten. Dort trifft er auf seinen leiblichen Vater, der jedoch seit seinem Verschwinden nur ein paar Tage gealtert ist. Newald bringt Jack zu Königin Serena, um einen Heimweg für Jack aufzutun. Serena lebt in der Wolkenwelt, seit sie von Riesen von der Erde entführt wurde, und will sich mit Hilfe der Dinosaurier, die sie mit einem Amulett kontrolliert, an der Menschheit rächen. Mit einer neuen Ranke, die Lisa mit einer übrig gebliebenen Bohne pflanzt und die sie ebenfalls in das Wolkenreich bringt, gelingt es Serena, sich und die Monster auf die Erde zu befördern, um ihre Rache zu beginnen.
Auf der Erde versucht das Militär die Monster zu besiegen, mit herkömmlichen Waffen ist das jedoch nicht möglich. Newald, Jack und Lisa folgen Serena mit ihrem schwebenden Schloss auf die Erde, wobei sie das größte der Monster scheinbar töten. Newald zerstört Serenas Amulett, was jedoch nur dazu führt, dass die Ungeheuer völlig außer Kontrolle geraten. Serena offenbart unterdessen, dass sie die Menschheit nicht vernichten will, sondern eigentlich nur ihre Mutter wiederfinden will, die jedoch seit vielen Jahren tot ist. Schließlich gelingt es Jack mit Hilfe seines Kampfanzuges, die Monster endgültig zu vernichten.

## Hintergrund
Der Film ist ein sogenannter Mockbuster zum ebenfalls 2013 erschienenen Film Jack and the Giants von Regisseur Bryan Singer. Neben Elementen aus dem englischen Märchen Hans und die Bohnenranke (Jack and the Beanstalk) werden auch Motive aus dem Märchen Jack der Riesentöter (Jack the Giant Killer) verwendet.

## Rezeption
Die Redaktion von Cinema.de beurteilt Jack the Giant Killer als „Fantasytrash aus dem Hause Asylum“, der „gewohnt lausig gemacht“ sei, aber dennoch eine gewisse „Selbstironie“ enthalte. Cinema zieht das Fazit: „Schön doof, aber nicht alles ist blöd“. Auf der Website kino.de wird der Film als „dürftige, aber unterhaltsame Märchendoppelverwurstung“ beschrieben, die jedoch schlussendlich ein „munteres Fantasy-Trashvergnügen für die ganze Familie“ sei.  Auf der Website Rotten Tomatoes erzielte Jack the Giant Killer eine Publikumswertung von 11 %, basierend auf 79 abgegebenen Stimmen.